# Église Notre-Dame-de-Pitié de Kervignac
L'église Notre-Dame-de-Pitié est une église de Kervignac dans le Morbihan (France).

## Localisation
Le bâtiment est situé sur la place de l'Église.

## Historique
L'église Saint-Pierre-et-Saint-Paul, de Kervignac, datant du XIXe siècle, ayant été détruite dans les combats de la libération de la poche de Lorient, il est décidé après-guerre de la reconstruire. Ce sont les architectes Henri Conan et René Delayre qui en obtiennent le projet en 1956. Un premier projet, en rotonde, se voit refuser par la commission diocésaine, ce qui conduit les architectes à adopter un plan en croix grecque. La construction s'étale entre 1956 et 1958. Cette nouvelle église est dédiée à Notre-Dame-de-Pitié.
L'église obtient le label « Patrimoine du XXe siècle » le 23 novembre 2006.

## Architecture
L'église est bâtie selon un plan en croix grecque.
Sa structure est élevée en béton et les murs couverts de dalles de granite grises et ocres. Le toit est couvert d'ardoises. Le clocher, positionné dans l'angle sud-ouest de l'édifice, est ajouré dans sa partie haute. Un porche monumental, contenant les statues des apôtres, marque la façade septentrionale.
Une frise vitrée, du peinte-verrier Gabriel Loire, représentant la vie de Marie, sous la corniche, fait le tour de l'édifice. La charpente en béton, réalisée selon la technique de l'« upper cruck », est demeurée apparente.